# Manuel Castellano Castro
Manuel Castellano Castro, més conegut com a Lillo (Asp, 27 de març de 1989), és un jugador de futbol professional valencià. Actualment milita al Águilas FC, on juga com a lateral dret.

## Biografia
Nascut a Asp, Vinalopó Mitjà, Lillo va començar la seva carrera a les categories inferiors del València CF, jugant tres temporades al València Mestalla. Les temporades 2006-07 i 2009-10 va disputar 23 partits, en total, patint en les dues el descens a Tercera Divisió. La temporada 2008-09 va jugar cedit al Reial Múrcia CF, disputant menys d'un terç dels partits amb l'equip murcià a la Segona Divisió.
El 21 de març de 2010 Lillo va debutar amb el primer equip del València, jugant els primers 45 minuts en la victòria del conjunt valencià per 2-0 contra la UD Almería. El maig següent, com que el seu contracte amb el València s'acabava, Lillo va fitxar per l'Elx CF; tot i així, per un error del seu agent, aquest contracte va ser declarat invàlid dos mesos després, motiu pel qual va fitxar per l'Almería.
Lillo va passar la major part de la seva primera temporada a l'Almería jugant amb el segon equip a Segona Divisió B, disputant només dos partits amb el primer equip. El novembre de 2012, com a agent lliure, va decidir marxar al CE Alcoià.
El 18 de juliol de 2013 Lillo va fitxar per la SD Eibar, recent ascendida a Segona Divisió. El jugador valencià va disputar 26 partits amb el conjunt basc, ajudant així a l'Eibar a quedar en primera posició, fet que va provocar que l'Eibar ascendís a Primera Divisió per primer cop en la seva història. L'11 de juliol de 2014 Lillo va renovar amb l'Eibar per una temporada més.

## Palmarès

### Club
SD Eibar
- Segona Divisió: 2013–14

Osasuna
- Segona Divisió: 2018–19[7]

### Selecció
Espanya sub-20
- Jocs del Mediterrani (1): 2009[8]